# Новое Поле (Тульская область)
Новое Поле — поселок в Каменском районе Тульской области в составе сельского поселения Яблоневское.

## География
Поселок находится в южной части Тульской области на расстоянии приблизительно 9 км на восток по прямой от села Архангельское, административного центра района.

## История
В 1926 году здесь было учтено 9 дворов, в конце 1930-х годов — 22.

## Население
Постоянное население составляло 59 человек (1926 год), 4 (русские 100 %) в 2002 году, 4 в 2010.